# Tettigoniopsis kongozanensis
Tettigoniopsis kongozanensis är en insektsart som beskrevs av Tadao Kano och Kawakita 1984. Tettigoniopsis kongozanensis ingår i släktet Tettigoniopsis och familjen vårtbitare.

## Underarter
Arten delas in i följande underarter:
- T. k. kongozanensis
- T. k. awajiensis
- T. k. seppikensis